# 奇異人生：本色
《奇異人生：本色》是由Deck Nine开发、史克威尔艾尼克斯之欧洲子公司发行的冒险游戏，于2021年9月10日在Microsoft Windows、PlayStation 4、PlayStation 5、Xbox One、Xbox Series X/S和Stadia发行。本作是《奇异人生》系列的第五部作品，也是继《奇异人生2》之后的第三部主线游戏。本作讲述具有同理心超能力的年轻女子亚莉克丝·陈发掘她兄弟死亡真相的故事。

## 玩法
《奇異人生：本色》是第三人称视角的冒险游戏，玩家将探索虚构的Haven Springs，通过对话树系统与非玩家角色进行对话。

## 剧情
亚莉克丝·陈是一位年轻的亚裔美国女性，在寄养家庭中长大，过着一段并不平静的童年。八年后，在兄弟Gabe的鼓励下，亚莉克丝回家团聚。Gabe后来死于一次神秘的事故。亚莉克丝具有同理心超能力，能够吸收並操控他人強烈的情緒，代价是会被他人的情绪“感染”。她将利用这一超能力调查出事故背后的真相。一路上，亚莉克丝将在科罗拉多州风景如画的山镇Haven Springs遇到许多人，包括《暴风前夕》中的Ryan和Steph。

## 制作
曾开发《暴风前夕》的Deck Nine于2017年开始开发《本色》。2021年3月18日，Square Enix发布了《本色》的预告片，同时宣布《奇异人生》和《暴风前夕》的重制版将于2021年晚些时候发行。

## 发行
《本色》计划于2021年9月10日在Microsoft Windows、PlayStation 4、PlayStation 5、Xbox One、Xbox Series X/S和Stadia发行。《奇异人生》系列前作都有固定的发行时间表，但《本色》的五个章节将一次性发行。《本色》另有豪華版提供，内有獨家額外劇情〈波長〉，玩家将扮演Steph。《本色》終極版组合包还包含《奇异人生》和《暴风前夕》的复刻合集。

## 争议
2021年9月10日，《奇異人生：本色》在Steam发售后，因游戏宣传材料中出现象徵西藏獨立運動的雪山獅子旗，引发中国大陆的玩家不滿，并遭到差评轰炸。发售当日受此影响，该游戏在steam平台上的中文测评显示“多半差评”。本游戏在中国大陆地区的Steam商店页面在9月11日后处于下架状态。游戏在移除相关内容后在中国区Steam商店重新上线。